# غابرييلا ساباتيني
غابرييلا ساباتيني (بالإسبانية: Gabriela Sabatini) مواليد 16 مايو 1970 في بوينس آيرس، الأرجنتين، هي لاعبة كرة مضرب أرجنتينية سابقة كانت تلعب باليد اليمنى بدأت مسيرتها كمحترفة عام January 1985، اعتزلت اللعب في 1996. سبق لها أن فازت بميدالية أولمبية.

## روابط خارجية
- غابرييلا ساباتيني على موقع رابطة محترفات التنس (الإنجليزية)
- غابرييلا ساباتيني على موقع الاتحاد الدولي لكرة المضرب (الإنجليزية)
- غابرييلا ساباتيني على موقع كأس بيلي جين كينغ (الإنجليزية)
- غابرييلا ساباتيني على موقع قاعة مشاهير كرة المضرب الدولية (الإنجليزية)
- غابرييلا ساباتيني على موقع بطولة ويمبلدون (الإنجليزية)
- غابرييلا ساباتيني على موقع خلاصة التنس.كوم (الإنجليزية)
- غابرييلا ساباتيني على موقع أوليمبيديا (الإنجليزية)